# Leptobrachella niveimontis
Leptobrachella niveimontis — вид жаб родини азійських часничниць (Megophryidae). Описаний у 2020 році.

## Поширення
Ендемік Китаю. Відомий лише у типовому місцезнаходженні — заповіднику Дасюшань у повіті Юнде в префектурі Ліньцан провінції Юньнань на півдні країни. Живе уздовж невеликих струмків у монтанному вічнозеленому широколистому лісі на висотах між 2 569 та 2 601 м над рівнем моря.

## Опис
Невелика жаба. Самці завдовжки 22,5-23,6 мм, самиці — 28,5 мм. Верхня частина тіла червонувата з темно-коричневим візерунком. Нижня частина синювато-біла з чорним візерунком.

## Оригінальна публікація
- Jin-Min Chen, Kai Xu, Nikolay A. Poyarkov, Kai Wang, Zhi-Yong Yuan, Mian Hou, Chatmongkon Suwannapoom, Jian Wang and Jing Che. 2020. How Little is Known about «the Little Brown Frogs»: Description of Three New Species of the Genus Leptobrachella (Anura: Megophryidae) from Yunnan Province, China [Архівовано 27 липня 2020 у Wayback Machine.]. Zoological Research. DOI: 10.24272/j.issn.2095-8137.2020.036